# Beni Chaib
Beni Chaib est une commune de la wilaya de Tissemsilt en Algérie.